# 闊闊
阔阔（1223年—1262年10月4日），字子清，蒙古帝国大臣，蔑儿乞部人。
阔阔家族世代居住在不里罕哈里敦（即不儿罕山，今肯特山），骁勇善骑射。他的父亲为拖雷家族属民，世袭阿塔赤（牧马官）。忽必烈为藩王时，阔阔被选为近侍。于是阔阔自幼入侍忽必烈于藩邸。乃马真后三年（1244年），奉蒙哥之命与廉希宪等五人跟随王鹗受教，深受教益，后又从张德辉学习。元宪宗二年（1252年）奉旨签诸路军籍，以丁壮产多者为军户。归还后，掌管燕京（今北京市）工匠局。元世祖中统元年（1260年），忽必烈即位，拜为翰林学士。中统二年（1261年），担任中书左丞。中统三年（1262年），行宣慰司于大名（今河北省大名县东北），阔阔官至大名路宣慰使，下辖洺磁、怀孟、彰德、卫辉、河南东西两路。不久病逝。

## 延伸阅读
[在维基数据编辑]
 《元史·卷134》，出自宋濂《元史》
 《新元史/卷155》，出自柯劭忞《新元史》